# Allodia lataelamellata
Allodia lataelamellata är en tvåvingeart som beskrevs av Gabriel Strobl 1910. Allodia lataelamellata ingår i släktet Allodia och familjen svampmyggor. Inga underarter finns listade i Catalogue of Life.